# Đại Cương
Đại Cương là một phường thuộc thị xã Kim Bảng, tỉnh Hà Nam, Việt Nam.

## Địa lý
Phường Đại Cương có diện tích 5,69 km², dân số năm 2023 là 8.824 người, mật độ dân số đạt 1.550 người/km².

## Lịch sử
Ngày 14 tháng 11 năm 2024, Ủy ban Thường vụ Quốc hội ban hành Nghị quyết số 1288/NQ-UBTVQH15 về việc sắp xếp đơn vị hành chính cấp huyện, cấp xã của tỉnh Hà Nam giai đoạn 2023 – 2025 (nghị quyết có hiệu lực từ ngày 1 tháng 1 năm 2025). Theo đó, thành lập phường Đại Cương thuộc thị xã Kim Bảng trên cơ sở 5,69 km² diện tích tự nhiên và quy mô dân số là 8.824 của xã Đại Cương.